# Kiyomihara-Palast
Der Kiyomihara-Palast (auch: Kiyomigahara; jap. 飛鳥浄御原宮, Asuka Kiyomihara no Miya) war die Residenz der japanischen Kaiser Temmu-tennō und Jitō-tennō in der Zeit von 672 bis 694. Man nimmt an, dass die Anlage den bis dato größten Palast dieser Art in Japan darstellte und vermutlich im heutigen Dorf Asuka in der Präfektur Nara lag.

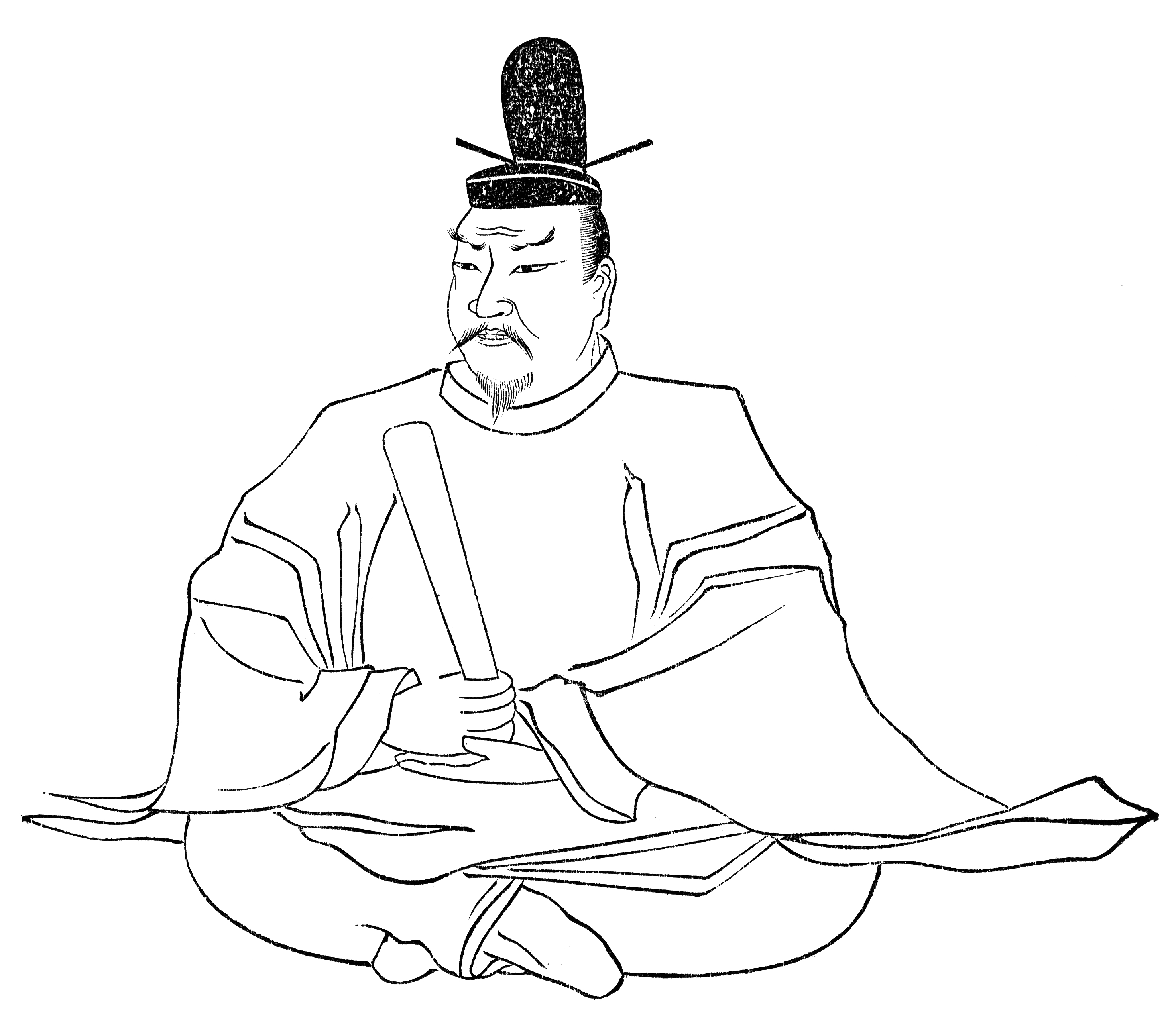
Temmu-tennō, Darstellung aus der Edo-Zeit.

Noch 672, im Jahr seiner Thronbesteigung, verlegte Temmu den kaiserlichen Palast und damit auch die Hauptstadt Japans von Ōmi-kyō, wo sein Vorgänger und Neffe Kōbun-tennō residiert hatte, zurück nach Asuka-kyō. Das Gesetzeswerk nach chinesischem Vorbild, das Temmu 689 einführte, wurde nach seinem neuen Kiyomihara-Palast benannt (Asuka-Kiyomihara-Kodex bzw. Asuka-Kiyomigahara-ryō, siehe auch ritsuryō). Nach seinem Tod 686 herrschte Jitō acht Jahre von hier aus, bis sie im Jahr 694 mit ihrem Hof in die 2,5 km nordöstlich gelegene, neu errichtete Hauptstadt Fujiwara-kyō umzog.
Nach dem Nihonshoki beinhaltete der Palast-Komplex eine Audienzhalle (大極殿, Daigokuden) sowie administrative Büros der Beamtenschaft und archäologische Funde lassen die Existenz eines ausgeklügelten Entwässerungssystems vermuten. Außerdem hat man bei Ausgrabungen ungewöhnlich geformte Steinbrunnen entdeckt (einer stellt vermutlich den Berg Meru der buddhistischen Mythologie dar). Um den Palast herum bildete sich ein semiurbaner Hauptstadt-Distrikt (kyō) heraus, welcher von dem neu gegründeten Hauptstadt-Amt (Kyōshiki) verwaltet wurde.
Im Man’yōshū findet sich von der Hand eines führenden Staatsmannes zu Kammus Zeit folgendes 672, anlässlich des Umzugs in die neue Hauptstadt, verfasste Gedicht:

「皇者 神尓之座者 赤駒之 腹婆布田為乎 京師跡奈之都」

„Ōkimi wa / kami ni shi maseba / akagoma no / harabau tai wo / miyako to nashitsu“

„Unser großer König, Gott der er ist, hat die sumpfigen Felder, wo kastanienbraune Pferde, bis zum Bauch eingesunken, einst trotteten, in eine prächtige Hauptstadt verwandelt. (Our great king, god that he is, has turned into a splendid capital the marshy fields where chestnut horses, belly-deep, once trudged.)“